# 메우드 안헬리카 벤
메우드 안헬리카 벤(Maud Angelica Behn, 2003년 4월 29일 ~ )은 노르웨이 왕가의 일원이다. 그녀는 노르웨이 공주 메르타 루이세와 그녀의 전 남편 아리 벤의 첫째 딸이자 노르웨이의 왕 하랄 5세와 노르웨이 왕비 소냐의 외손녀이다.
그녀는 아버지의 장례식에서 한 연설로 전국적인 주목을 받았고, 그 이후로 그녀의 첫 번째 책을 출판했다.
2022년 노르웨이판 복면가왕 가면극에 참가했다.